# Katie Mitchell
Kathrina Jane Mitchell, detta Katie (Reading, 23 settembre 1964), è una regista teatrale inglese.

## Biografia
Nata e cresciuta a Reading, Katie Mitchell ha studiato letteratura inglese al Magdalene College dell'Università di Oxford prima di cominciare a lavorare dietro le quinte del King's Head Theatre di Islington. Successivamente ha lavorato come assistente alla regia per la Royal Shakespeare Company e poi le fu affidata la programmazione dell'Other Palace del Royal Shakespeare Theatre di Stratford nel 1996; nello stesso anno vinse l'Evening Standard Theatre Award per la regia de Le fenicie. Nel 2004 divenne regista associata del National Theatre di Londra e in questo periodo cominciò il proficuo sodalizio artistico con Martin Crimp. Nel 2009 ha pubblicato per Routledge il suo manuale di regia The Director's Craft, uscito in italiano nel 2017 con il titolo Il mestiere della regia, a cura di Federica Mazzocchi. Si è cimentata anche nella regia di opere liriche, tra cui Al gran sole carico d'amore per il Festival di Salisburgo e Lucia di Lammermoor alla Royal Opera House nel 2016.
Il suo stile è fortemente influenzato dal teatro dell'Est Europa e in particolare le coreografe Siobhan Davies e Pina Bausch, oltre a fare un grande affidamento sul metodo Stanislavskij e un approccio psicoanalitico al personaggio. Le sue regie sono state considerate divisive e controverse da critica e pubblico, The Independent ha definito i suoi allestimenti "teatro d'autore" e The Guardian l'ha chiamata "la più grande regista teatrale britannica vivente".
Ha una figlia, Edie, nata nel 2006.

## Premio Europa per il Teatro
Nel 2011 riceve il Premio Europa Realtà Teatrali, a San Pietroburgo, con la seguente motivazione:
Mitchell comincia la sua carriera dietro le quinte al King’s Head Theatre di Londra prima di lavorare come aiuto regista in compagnie quali la Royal Shakespeare Company. Le sue produzioni sono state descritte come “contraddistinte dall’intensità delle emozioni, il realismo della recitazione e la creazione di un mondo molto peculiare”. Il suo modo di lavorare richiede lunghi ed intensivi periodi di prove e l’uso del metodo Stanislavski. Mitchell utilizza regolarmente la psichiatria per analizzare i suoi personaggi e ha anche sperimentato l’uso delle video proiezioni in diverse produzioni.